# Rhytiphora dentipes
Rhytiphora dentipes là một loài bọ cánh cứng trong họ Cerambycidae.